# ГЕС Мамквам
ГЕС Мамквам — гідроелектростанція на південному заході Канади у провінції Британська Колумбія. Використовує ресурс із річки Мамквам, що у місті Squamish впадає ліворуч до річки Squamish, котра через 6 км має устя на узбережжі протоки Джорджія північніше Ванкувера.
У межах проекту на Мамквам облаштували водозабірну споруду, яка спрямовує ресурс до дериваційного тунелю завдовжки 3,1 км. На завершальному етапі прокладено в тунелі напірний водовід довжиною 0,43 км з діаметром 2,1 метра.
Встановлене у машинному залі обладнання потужністю 50 МВт використовує напір у 260 метрів.